# PINY: Instituto de Nueva York
PINY: Instituto de Nueva York (en inglés: PINY: Institute of New York) es una serie de televisión animada española creada por Víctor M. López y Rubén Zarauza, y basada libremente en la marca de juguetes de Famosa, Pinypon. Fue producida por Famosa Animation en asociación con Ánima Kitchent —filial de la empresa mexicana Ánima Estudios con sede en Madrid y en las Islas Canarias—, con ayuda del estudio filipino Top Draw Animation.
Su premisa se centra en Michelle Fairchild (con la voz de Erin Fitzgerald en inglés y de Sandra Villa en español), una niña preadolescente de orígenes humildes que ingresa a un reconocido instituto de moda con sede en Nueva York, Estados Unidos a fin de convertirse en diseñadora de modas. Ahí conoce a Lilith y Tasha, con quienes conforma el trío de las chicas indie, así como a Julia Cooper, conocida por ser la líder del trío de las chicas populares del colegio y quien resulta ser la hermana de Michelle.
Su emisión original inició el 18 de septiembre de 2016, y concluyó el 9 de octubre de 2017, con un total de 52 episodios agrupados dentro de una única temporada. En Europa, Disney Channel fue su principal medio de difusión a través de sus variantes regionales para España y Portugal. Por otro lado, fue lanzada en Latinoamérica por primera vez el 4 de mayo de 2017 a través de Boomerang. Adicionalmente, los episodios se publicaron de forma gratuita en YouTube para ambas regiones.

## Producción
Además de la serie de televisión, esta marca transmedia contará con 30 webisodios de imagen real para su difusión en YouTube y plataformas digitales. En estas piezas, alumnos de “carne y hueso” explicarán de forma fácil y entretenida todo aquello que han aprendido en las diferentes asignaturas de PINY. Así los webisodios se convierten en consejos o ‘PINY TIPS’ de “Hazlo tú mismo” con temáticas como diseño, moda, cocina creativa, baile y música, animando a todos los seguidores a divertirse y potenciar su creatividad a través de entretenidos talleres y retos.

## Argumento
'PINY Institute of New York' La serie, 'es la historia de una cenicienta moderna. Una chica humilde con un sueño: convertirse en una gran diseñadora de moda. Una chica tocada por la varita mágica del talento y a la que el destino le brinda la oportunidad de hacer su sueño realidad, formar parte del PINY lnstitute of New York. Pero su hermana es mala y le intenta hacer la vida imposible en el primer capítulo se puede ver que Julia le dice a Michelle que se puede unir a su grupo pero Michelle dice que no y todos se asombran de su valor pero lo que no saben es que son hermanas y adoptadas.

## Personajes

### Principales

#### Michelle Fairchild
Michelle es una chica de origen humilde, poseedora de un gran talento para el diseño y la moda. Siempre ha soñado con poder crear su propia marca de ropa y ahora que se ha convertido en alumna del PINY, su sueño podría hacerse realidad. Su creatividad y perseverancia serán sin duda claves para alcanzar su sueño, además de darse cuenta de su atracción hacia algún chico de PINY, con Julia no se lleva bien pero un día descubre que es adoptada y que Julia es su hermana .

#### Julia Cooper
Julia es la líder de las Beautiful People y también se ha autoproclamado "reina del instituto". Y como estereotipo de chica rubia escolar popular, es muy competitiva y no está acostumbrada a perder. Le gusta crear sus propios diseños de moda, algo que se le da realmente bien y ella siempre se cree mejor que los demás. La llegada de Michelle, la nueva alumna, puede suponer el fin de su reinado, más adelante descubre que es adoptada y que su hermana es Michelle, y tendrán que lidiar con su enemistad sabiendo esto.

#### Tasha Robinson
Su desparpajo natural convierte a Tasha en la amiga perfecta que toda chica querría tener. Con ella, la diversión está asegurada. Gran compañera y absolutamente fiel a sus amigas. Algo que le apasiona es la música y cantar. Tiene una voz privilegiada que es difícil olvidar.

#### Lilith Henderson
Lo que más le apasiona a Lilith es la tecnología y la ciencia. Es una enciclopedia andante. Sueña con ganar el Nobel por alguno de sus inventos. A pesar de no ser la mejor expresando sentimientos, tiene un corazón de oro.
Ella es sensible

#### Rita Finucci
Detrás de su sonrisa del millón de dólares, Rita esconde un corazón de hielo. Manipuladora y consentida, es la mano derecha de Julia, y la ideóloga de muchas de las fechorías que llevan a cabo las Beautiful People y es una manipuladora arrogante.

#### Dory Skornik
Dory es una chica risueña y positiva que cree en los cuentos de hadas y en los finales felices. A pesar de ser parte de las Beautiful People, su corazón sencillo, su inocencia y su generosidad la hacen diferente al resto de sus amigas. Siempre tiene algo bueno o positivo que decir.

#### Will Hamliton Bradley III
Es descendiente de una familia de aristócratas, Will soporta lo mejor que puede el peso de su apellido. Atractivo y simpático, levanta pasiones entre las alumnas de PINY, aunque él muestra mucho más interés por hacer skateboard con su amigo Sam que por las chicas.

#### Sam Ryan
Sam posee un gran talento como periodista. Podría dedicar horas a escribir las mejores noticias acerca de lo que ocurre en PINY. Está secretamente enamorado de Michelle pero su timidez extrema le lleva a negar lo evidente, aunque sus mejillas se enrojezcan cada vez que Michelle está cerca es un chico lindo. Tiene sentimientos hacia su amiga michelle lo que se pudo ver alrededor de la serie

## Canciones
La música está compuesta por Guille Milkyway, la letra por Paul Bevoir y Guille Milkyway y los temas están interpretados por Ali Howard con la supervisión musical de Luis Calvo (Elefant Records)
| P.I.N.Y. (PINY ANTHEM)          |
| READY TO FLY                    |
| I’M A SONG (SING ALONG WITH ME) |
| I WANNA BE WITH YOU             |
| CALL THE SHOTS (BOOM! BOOM!)    |